# Maurits' veldtocht van 1597

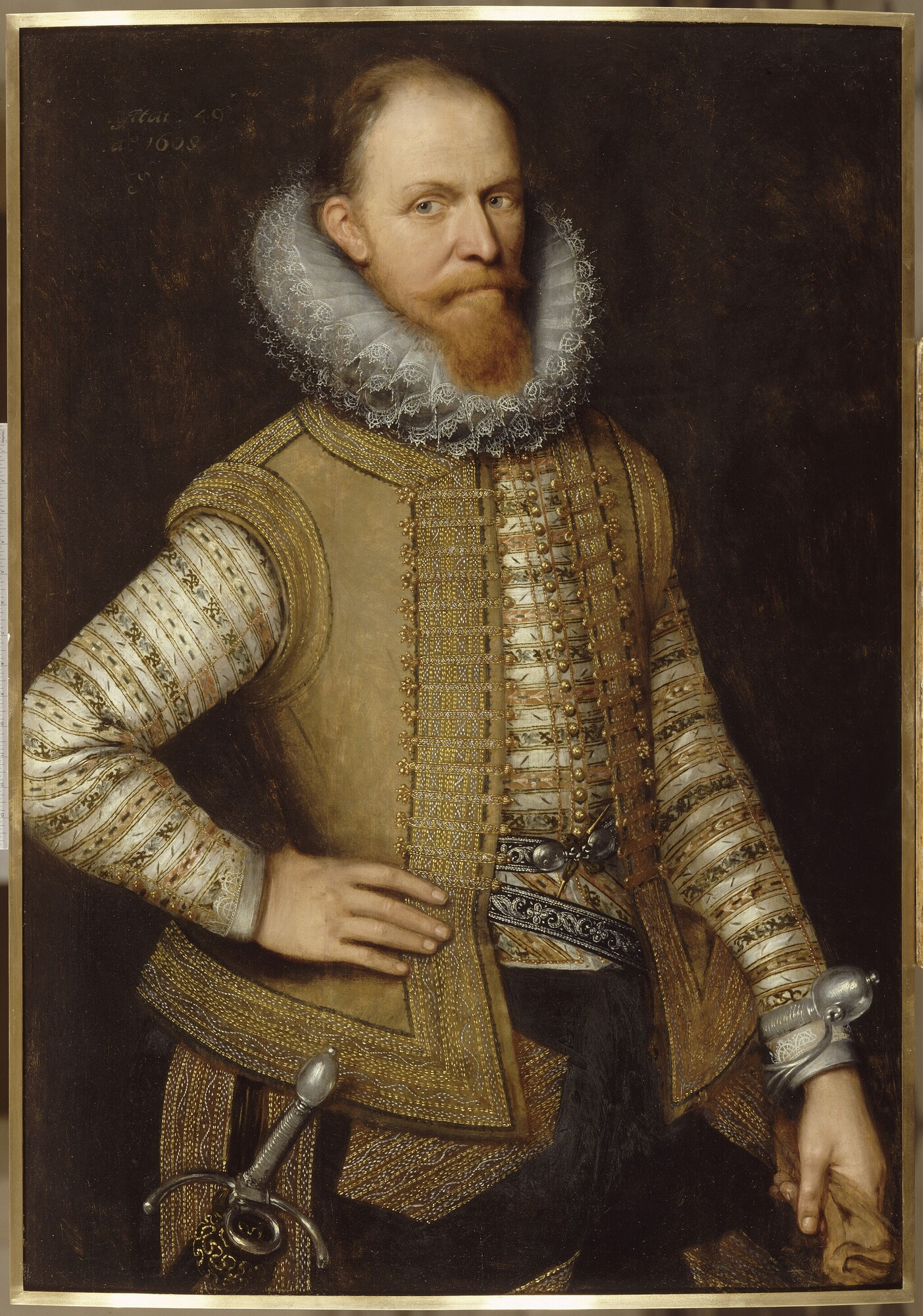
Maurits als prins van Oranje

Maurits veldtocht van 1597 is de succesvolste veldtocht die Maurits van Nassau, de latere prins van Oranje, ondernomen heeft. Hij vond plaats in het oosten van de Republiek der Zeven Verenigde Nederlanden en duurde van augustus tot en met november.

## Voorgeschiedenis
De Staatsgezinden waren al een aantal jaren aan de winnende hand in de Nederlanden. Ze veroverden grote gebieden op Spanje. Het grootste succesjaar tot dan is Maurits´ veldtocht in 1591. Hij veroverde toen vijf vestingsteden, strategisch gelegen aan vaarwegen als de IJssel en de Waal. De jaren erna veroverde hij gebieden in het noorden en zuiden van de Republiek, waarbij de verovering van Groningen in 1594 zijn grootste succes werd. 1595 is het geplande jaar voor een grootse veldtocht, maar deze mislukte bij aanvang al bij het Beleg van Grol, omdat de oude Spaanse veldheer Cristóbal de Mondragón met zijn leger tussenbeide kwam. In 1597, een jaar na Mondragóns overlijden, kwam er een nieuwe veldtocht.

## Veldtocht
In januari 1597 behaalde Maurits een groot succes. Tijdens de Slag bij Turnhout werd een groot deel van het Spaanse leger verrast en verslagen. Hierdoor nam de kans van een Spaanse aanval op Zeeland aanzienlijk af. De Staten-Generaal gaven om financiële redenen Maurits niet direct opdracht voor een nieuwe veldtocht. Wel werd een poging ondernomen om Venlo in te nemen, middels een list, vergelijkbaar met die van het Turfschip van Breda. Deze aanval werd afgeslagen. De rest van het voorjaar werden Maurits' troepen in de kazernes gehouden, uit vrees dat Engelse soldaten zich in de strijd zouden werpen.
Nadat bondgenoot Frankrijk bekendmaakte dat het zijn militairen ging terugtrekken, werden de Nederlandse gewesten gedwongen financieel bij te springen. Daardoor kwam er geld vrij voor een nieuwe veldtocht, die op 31 juli door de Staten-Generaal werd goedgekeurd en Maurits door het oosten van de Republiek leidde. Maurits nam op deze tocht zijn halfbroer Frederik Hendrik van Nassau mee, die na Maurits´ overlijden furore zou maken.
De Franse troepen werden teruggeroepen, omdat in Frankrijk de Hugenotenoorlog woedde en de Franse koning Hendrik IV ze daarnaast hard nodig had in zijn strijd tegen de Spanjaarden.
De Spaanse landvoogd van de Nederlanden, Albrecht van Oostenrijk, moest een keuze maken waar hij zijn leger ging inzetten, of Amiens ontzetten of de strijd tegen de Republiek opvoeren. Een extra probleem was dat Spanje een jaar eerder voor de derde keer een nijpend geldprobleem had, waardoor er weinig geld beschikbaar was en onder de troepen muiterij plaatsvond. Albertus koos voor Amiens, waardoor de meestal al verzwakte Spaanse steden in de Republiek op zichzelf aangewezen waren.

### Alphen en Rijnberk
Maurits kreeg de beschikking over een legermacht van 7.000 soldaten en 1.200 ruiters. Die vertrok op 4 augustus vanuit Arnhem naar de Schenkenschanz. Daar aangekomen voegden zich schepen bij hem, beladen met veertig stuks geschut, kurkbruggen en krijgsbehoeften. Omdat de Staten in voorgaande jaren hun plannen steeds wijzigden, lieten de Staten-Generaal het beleid in handen van beide stadhouders en de Raad van State. Zij weigerden Gedeputeerden te Velde te benoemen, ondanks het verzoek daartoe van Maurits.
Maurits besloot Rijnberk aan te vallen, omdat vanuit daar de noordelijker gelegen steden in Graafschap Zutphen, Twente en het Graafschap Lingen gemakkelijker in te nemen waren. Bij het passeren van de stad Alphen werden stad en kasteel bij verdrag ingenomen. Amalia van Nieuwenaar-Alpen (de weduwe van Hendrik van Brederode en Frederik III van de Palts) en vrouwe van Alphen, werd gedwongen een neutraliteitsverdrag te ondertekenen en zich afzijdig te houden van de Nederlandse Opstand. Dit bracht voor de Heerlijkheid Alphen een tijd van consolidatie. Zo kon het dat Maurits al op 10 augustus voor Rijnberk stond. Hij ging meteen over tot de aanval. Na een belegering van tien dagen viel de stad op 20 augustus.

### Meurs
Na Rijnberk trok Maurits via Meurs naar Grol. Meurs werd ingesloten en na het aanleggen van loopgraven werd de gracht volgegooid, waarna de weg vrij was om de stad te bestormen. Voor de daadwerkelijke bestorming gaf Meurs zich op 3 september over.

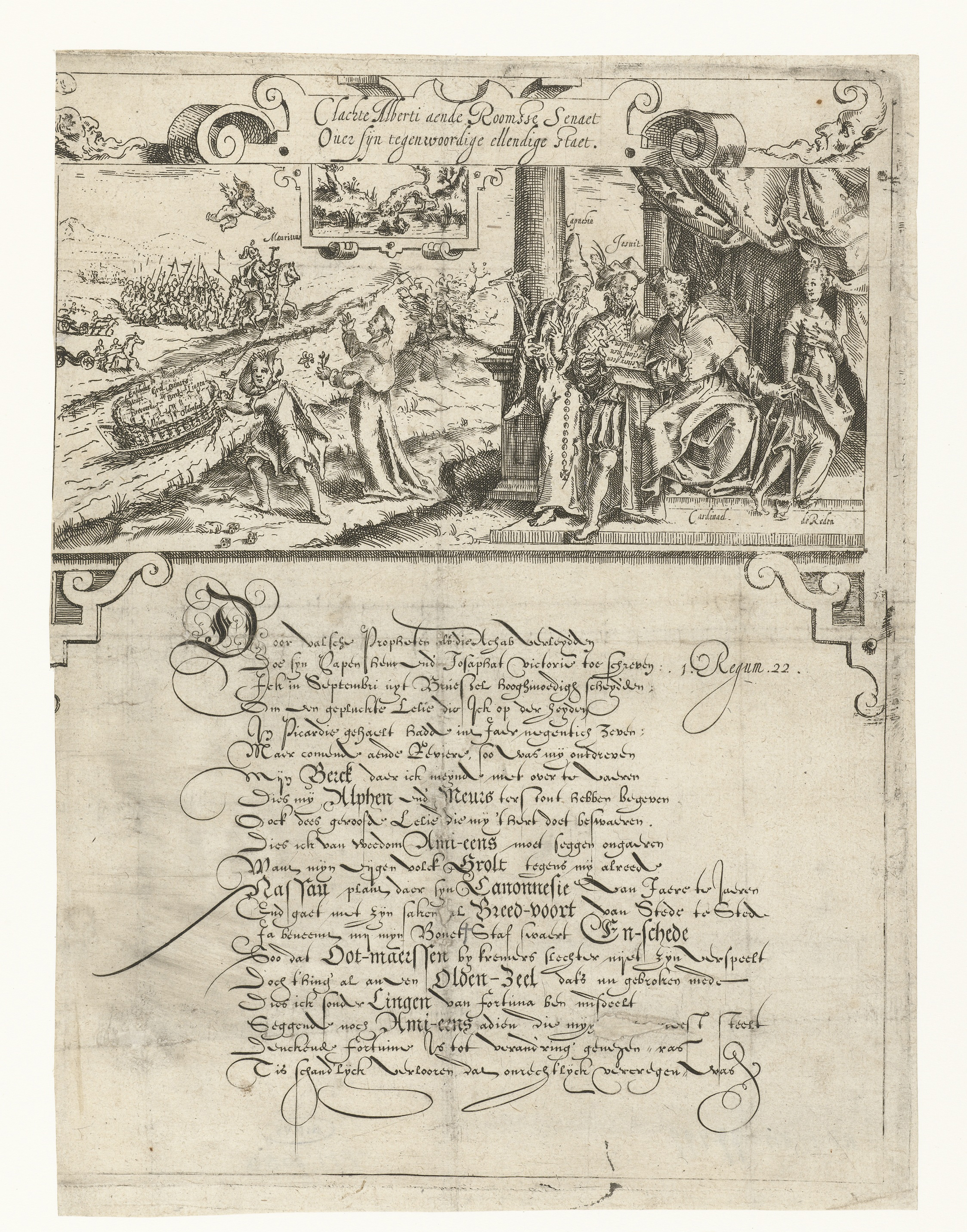
Spotprent op de verliezen van de Spanjaarden tijdens de veldtocht van Maurits in 1597

### Grol
Op 11 september kwam Maurits aan bij Grol. Hij had in 1595 al geprobeerd de stad in te nemen, maar toen kwam Cristóbal de Mondragón met een ontzettingsleger opdraven, waarna Maurits zijn beleg opbrak. Grol was een vestingstad, strategisch gelegen in een moeilijk bereikbare regio. Na een zeventien dagen durende strijd, waarin Maurits de gracht wist af te tappen en erin slaagde vele galerijen tegen de stadsmuur aan te bouwen, gaf de gehavende stad zich op 28 september over.
Maurits liet vervolgens een deel van het leger naar Goor trekken om ook deze plaats in te nemen. De Spanjaarden waren er al vertrokken, waardoor het geen oorlogsinspanning kostte.

### Bredevoort

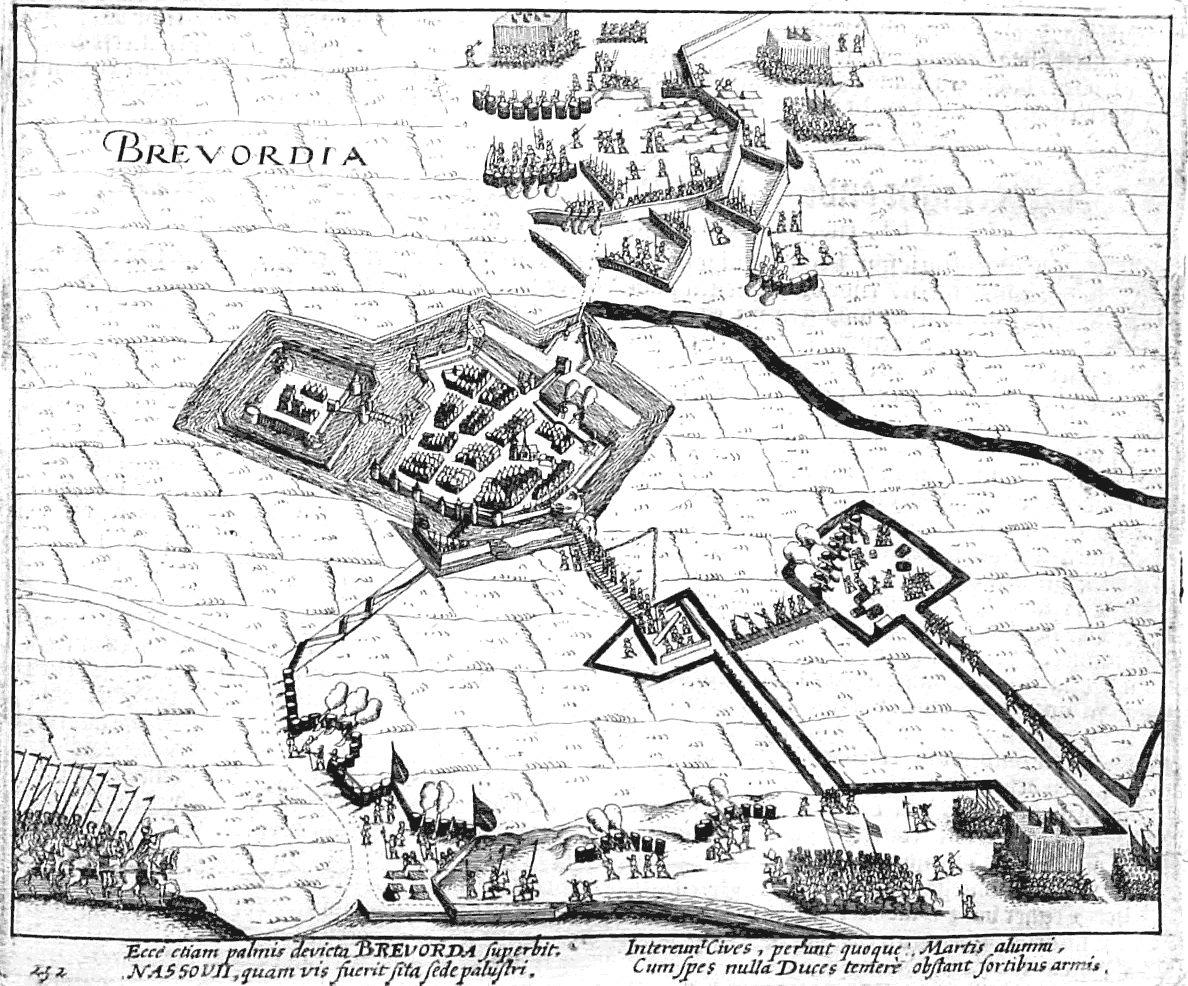
Beleg van Breedevoort.

Vanuit Grol trok Maurits naar het iets zuidelijker Bredevoort. Waar Grol zich in een moerassige omgeving bevond, lag Bredevoort in een moeras. Hierdoor kon Maurits de stad moeilijker veroveren. Door de aanwezigheid van het vele moeras oordeelde de bevelhebber van de Spaanse troepen Hendrik van den Bergh, een volle neef van Maurits, dat hij onmogelijk met een leger de stad kon ontzetten.
De moerassige omgeving zorgde ervoor dat Maurits de stadsgracht niet kon dempen. Met behulp van een kurkbrug konden de Staatse troepen de overkant van de gracht bereiken en werd de stad na een zeer bloedige strijd op 9 oktober tot overgave gedwongen. De dagen erna werd Bredevoort door de Staatse troepen geplunderd. Door een onvoorzichtigheid ontstond er een stadsbrand.

### Enschede
De volgende stap was Twente. Via Stadtlohn, Ahaus, Epe en Gronau kwam Maurits aan bij Enschede. Hij dreigde dat als de stad zich niet direct zou overgeven het dezelfde toestanden zou moeten doorstaan als Grol en Bredevoort. Na het bestuderen van Maurits' geschut en een nachtelijk beraad, besloten de Spaansgezinde troepen zich op 19 oktober zonder slag of stoot over te geven.

### Ootmarsum
Maurits zond na de overgave van Enschede overste Arent van Duivenvoorde naar Ootmarsum. De stad weigerde zich over te geven, ook na het dreigement dat het anders geplunderd zou worden. Een dag later arriveerde aan Staatse kant vier kanonnen. Vanuit de stad was er al die tijd hevig geschoten, wat al een aantal mensenlevens had gekost. Na het afschieten van drie sommeringsschoten en het overhandigen van de voorwaarden tot overgave, gaf de stad zich op 21 oktober alsnog over.

### Oldenzaal
Waar overste Van Duivenvoorde naar Ootmarsum was getrokken, was Maurits met een deel van het leger naar Oldenzaal gegaan. Deze stad verzette zich vier dagen, maar lag zwaar onder vuur. Zo had Oldenzaal maar één kanon. Op 23 oktober gaf de stad zich over.

### Lingen
De laatste vesting die Maurits in 1597 veroverde was Lingen. Deze stad, onder leiding van Frederik van den Bergh, wist hij tot overgave te dwingen nadat de troepen tot de stadsgracht genaderd waren. Na de ondertekening van de overgave op 12 november en inname van de stad, stuurde Maurits zijn troepen naar de winterkwartieren.

## Verder verloop
Maurits' overwinningen betekenden een enorme opsteker voor de Republiek. Er werd gesproken over 'het sluiten van de Tuin van de Republiek'. De veldtocht is voor de Republiek militair gezien het succesvolste jaar van wat de Tien Jaren gaat heten.

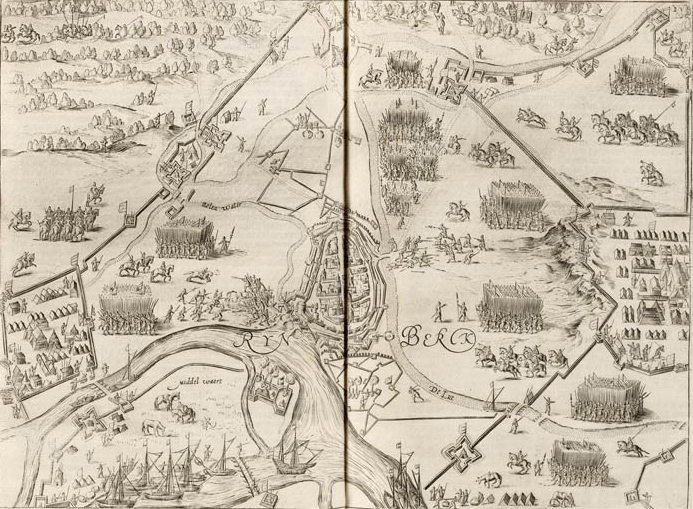
Beleg van Rijnberk
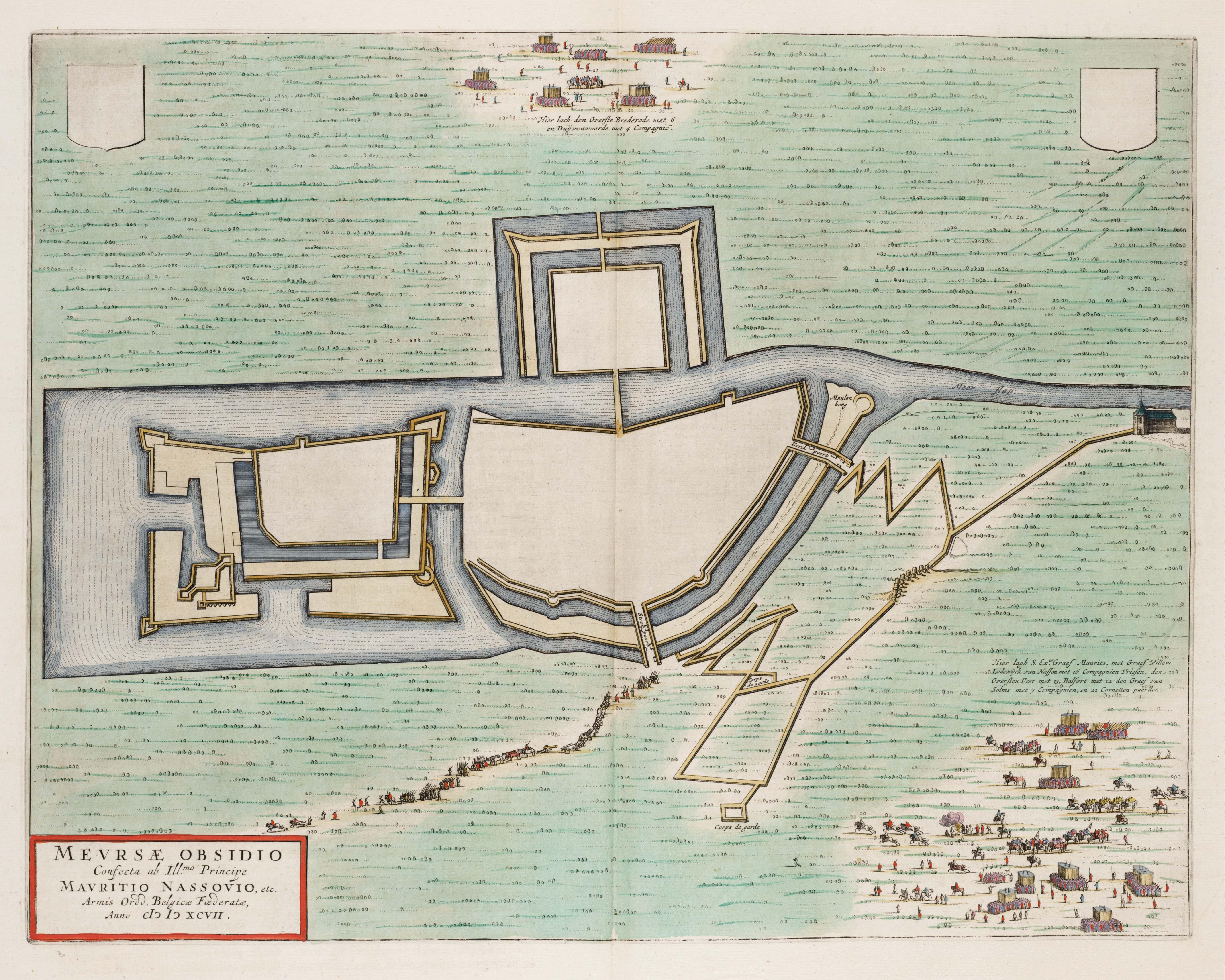
Beleg van Meurs
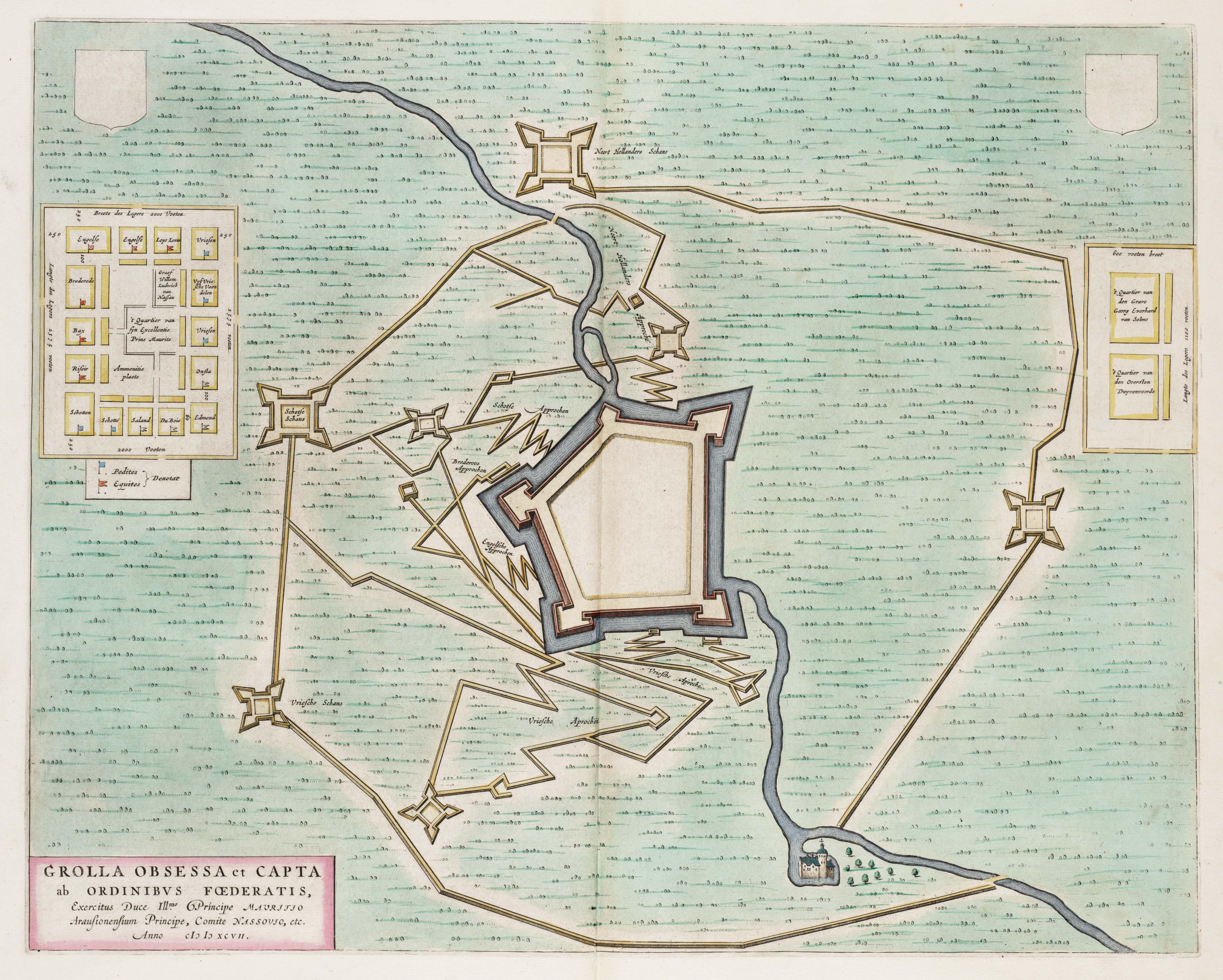
Beleg van Grol
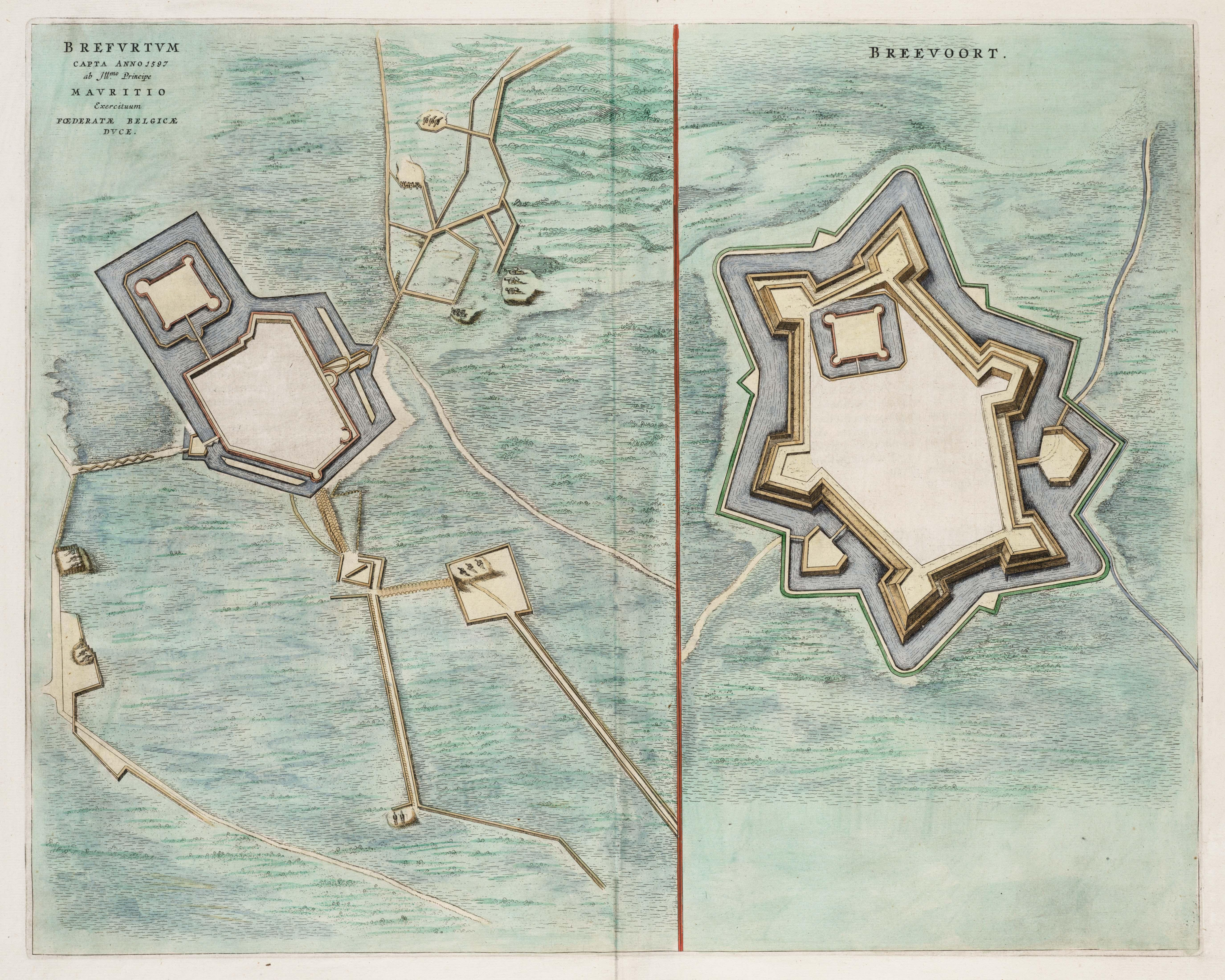
Beleg van Bredevoort
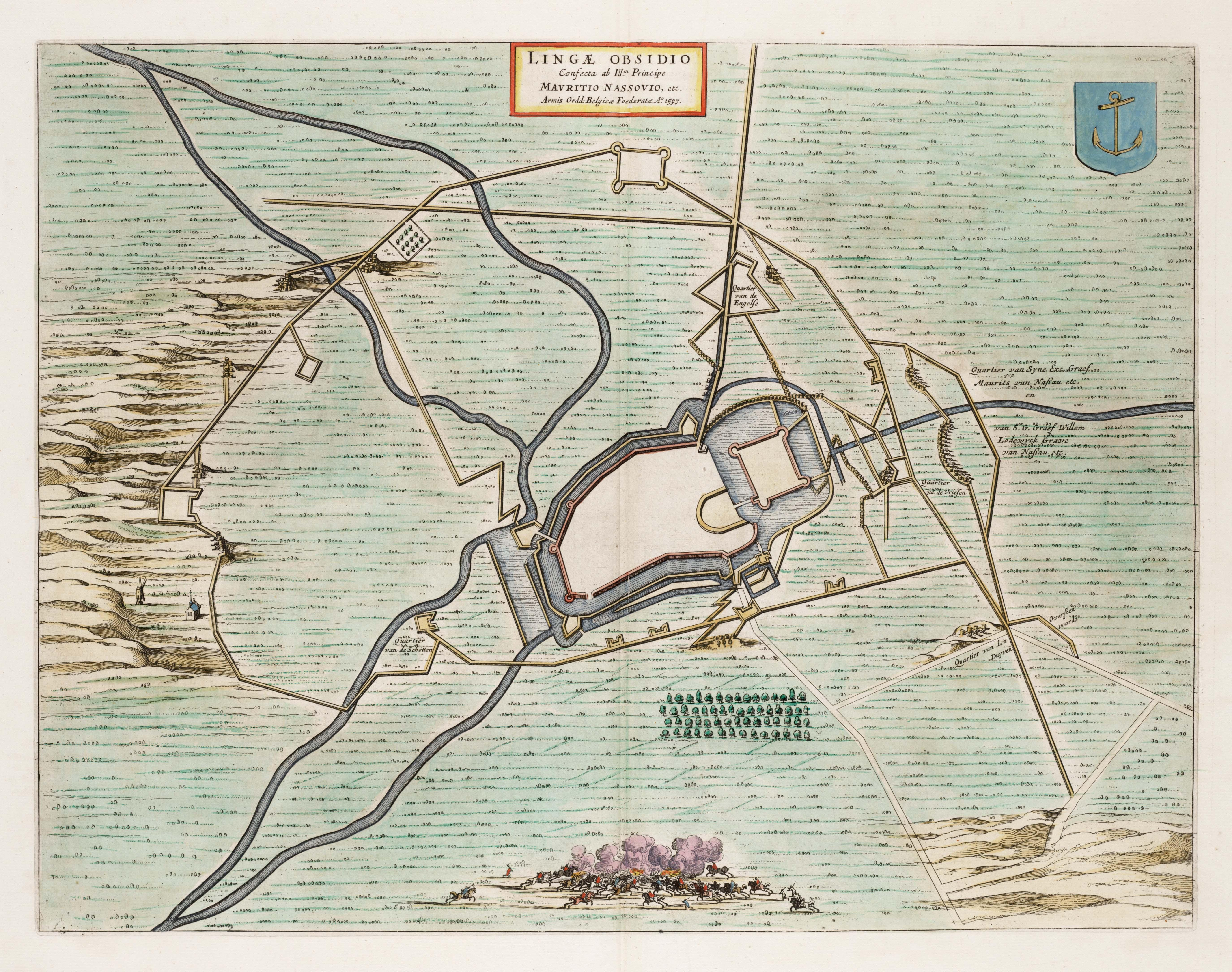
Beleg van Lingen
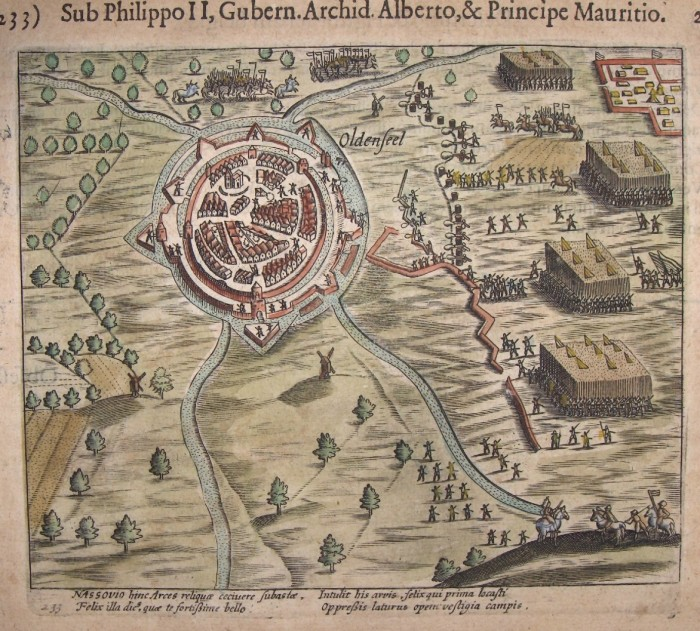
Beleg van Oldenzaal
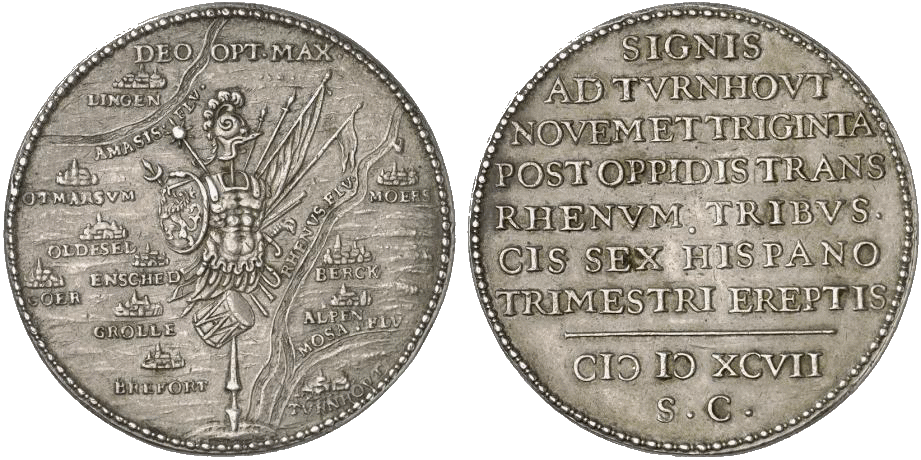
Overwinning tussen Maas, Rijn en Eems de overwonnen steden:Turnhout, Alphen, Rijnberk, Meurs, Bredevoort, Groenlo,Goor,Enschede, Oldenzaal, Ootmarsum en Lingen.
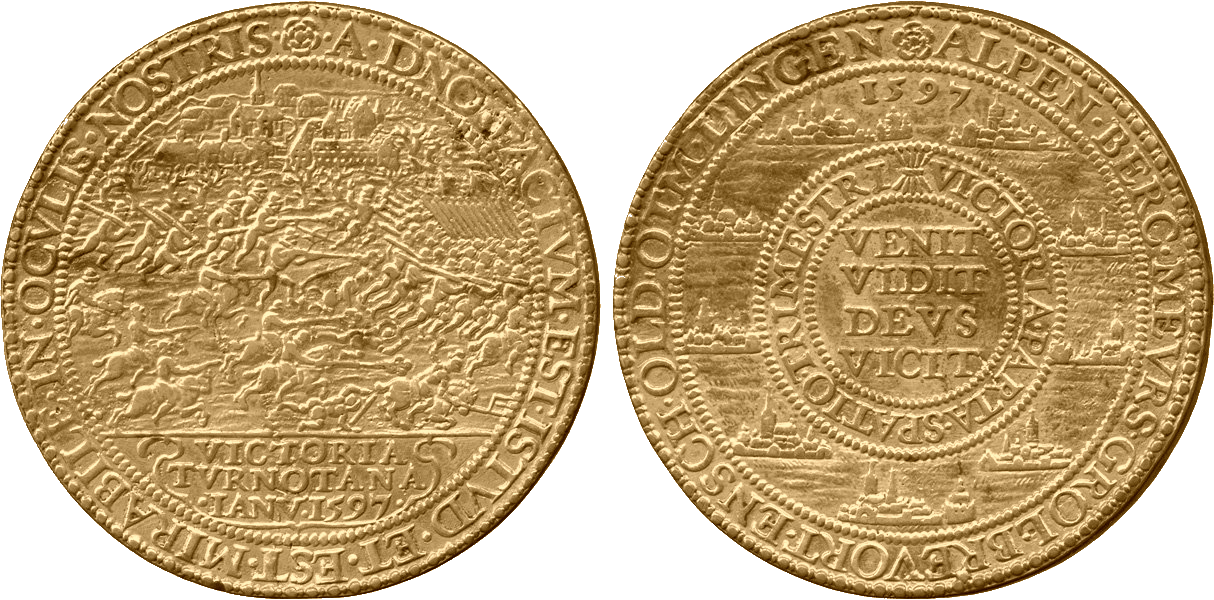
Gouden herdenkingsmunt in Fries Museum van deze veldtocht.